# کرتان
کرتانا (سانسکریت: कीर्तन) یک کلمه سانسکریت است که به معنای «روایت کردن، بازگویی، گفتن، توصیف» یک ایده یا داستان است، به‌ویژه در ادیان هندی.
کرتانا همچنین به گونه‌ای از هنرهای نمایشی مذهبی اشاره می‌کند که به شکلی موسیقایی از روایت یا تلاوت مشترک، به ویژه ایده‌های معنوی یا مذهبی، بومی شبه قاره هند اشاره دارد.
کرتان در سنت ودایی، یک آهنگ یا آواز به سبک تماس و پاسخ است که به موسیقی تنظیم می‌شود، که در آن چندین خواننده افسانه‌ای را می‌خوانند یا توصیف می‌کنند، یا ابراز ارادت عاشقانه به خدایی می‌کنند، یا دربارهٔ ایده‌های معنوی بحث می‌کنند.